# آلان شقرون
آلان شقرون ولد في قسنطينة، شرق العاصمة الجزائر، لعائلة يهودية متدينة.

## عمله الفني
غنى النوع الأندلسي والمالوف وكان يدمج في غنائه نصوصا من التوراة. غادر الجزائر إلى فرنسا وبقي محبا لمسقط رأسه قسنطينة.